# Jacques Pivin
Jacques Pivin (Sint-Agatha-Berchem, 22 januari 1931 - aldaar, 7 juli 2010) was een Belgisch politicus voor de MR. 

## Levensloop
Pivin werd beroepshalve beheerder van vennootschappen.
Hij werd politiek actief voor de PLP, de dissidente Brusselse liberalen van PLDP/PL en vervolgens de PRL en de MR. In 1964 werd Pivin verkozen tot gemeenteraadslid van Koekelberg, waar hij van 1971 tot 1980 schepen en van 1980 tot 2001 burgemeester was. In 2001 werd hij als burgemeester opgevolgd door zijn zoon Philippe Pivin.
Bovendien zetelde hij van 1985 tot 1995 voor het arrondissement Brussel in de Kamer van volksvertegenwoordigers en van 1995 tot 1999 in het Brussels Hoofdstedelijk Parlement.
Tevens was hij reserveofficier, ridder in de Kroonorde en officier in de Leopoldsorde.